# Can-linn
Can-linn er en irsk musikgruppe. Den 28. februar 2014 deltog den sammen med sangerinden Kasey Smith i Eurosong 2014, den irske forhåndsudvælgelse til Eurovision Song Contest 2014, der fungerede som en specialudgave af tv-programmet The Late Late Show. Her vandt de over fire konkurrenter med nummeret "Heartbeat". Sangen blev fremført ved den anden semifinale den 8. maj 2014, hvor den nåede en 12. plads og dermed ikke gik videre til finalen.